# Банановий пудинг
Банановий пудинг — це десерт, який, як правило, складається з шарів печива (зазвичай ванільних вафель або бісквіту) з солодким ванільним ароматним заварним кремом і нарізаним свіжим бананом, який додають до страви. У кінці десерт покривають збитими вершками або безе.

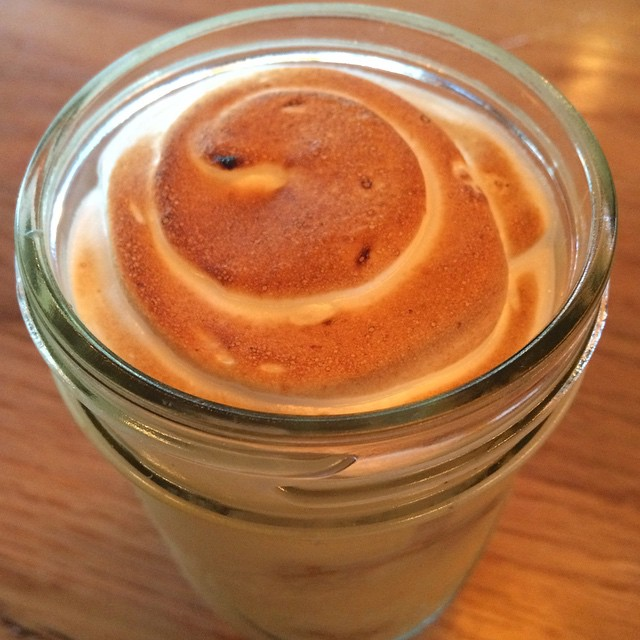

Десерт зазвичай асоціюється з південною кухнею США, проте його готують по всій країні.
Банановий пудинг можна приготувати, випікаючи або охолоджуючи в холодильнику, причому останній спосіб є більш популярним, особливо серед домашніх кухарів. Крім того, багато рецептів були перероблені, тому часто готують ванільний або банановий пудинг замість звичного, з заварним кремом. В інших рецептах не використовують вафлі. Рецепт першого Бананового пудингу був опублікований в «Кентуккській книзі з рецептами», виданій Мері Харріс Фразер 1903 року. Проте навіть до цього рецепту не входять вафлі.

## Спосіб приготування
Звичайним способом приготування бананового пудингу є багаторазове викладання на тарілці шарів з бананів, заварного крему і вафель та прикрашання зверху збитими вершками або безе. Згодом вафлі поглинуть заварний крем і шари пудингу стиснуться, змішуючи таким чином смаки.

## Національний фестиваль «Banana Pudding»
Національний фестиваль «Banana Pudding» розпочався в жовтні 2010 року. Цей дводенний захід відбувся в перші вихідні жовтня.
Національний фестиваль «Banana Pudding» — це оригінальна ідея дванадцяти добровольців місцевої спільноти, які шукають спосіб заробити гроші, щоб покрити витрати на надання допомоги жертвам стихійних лих, пожеж, торнадо і повені. Вони швидко зрозуміли, що могли б зробити більше, ніж просто допомогти в якомусь одиничному випадку. Вони також могли б допомогти багатьом некомерційним організаціям «заробити» такі необхідні кошти для надання допомоги в їхніх конкретних ситуаціях та місіях.